# Кучера, Джошуа
Джошуа Кучера (англ. Joshua Kucera) — независимый журналист, работающий в Тбилиси и освещающий страны постсоветского пространства.

## Биография
В 2016 году окончил магистерскую регионоведческую программу REECA (Russia, Eastern Europe, and Central Asia — с англ. — «Россия, Восточная Европа и Центральная Азия») в Центре российских и евразийских исследований имени Дэвиса (англ. Davis Center for Russian and Eurasian Studies) при Гарвардском университете.
Публиковался в изданиях Slate, The New York Times, The Atlantic, Jane’s Defence Weekly, The Wilson Quarterly.
Ведёт блог «The Bug Pit», посвящённый военным вопросам и вопросам безопасности региона Кавказ и Центральная Азия.
Получал гранты Пулитцеровского центра на освещение нестабильности в Таджикистане, гонки вооружений в Каспийском море, границы между Европой и Азией и Второй карабахской войны.
С 2007 года пишет для издания Eurasianet, в 2016—2022 годах являлся редактором издания по Турции и Кавказу, освещая Армению, Азербайджан, Грузию и Турцию, по состоянию на 2023 год являлся старшим корреспондентом.